# Keude Teupin Punti
Keude Teupin Punti is een bestuurslaag in het regentschap Aceh Utara van de provincie Atjeh, Indonesië. Keude Teupin Punti telt 99 inwoners (volkstelling 2010).